# Pilar Argelès Masó
Pilar Argelès Masó, nascuda a La Trepa (Ourense) el 10 de maig de 1934-, fou infermera, i col·legiada del Col·legi Oficial d'Infermeres i Infermers de Barcelona.
Va estudiar a l'Escola de les Carmelites de la Caritat de Barcelona, i a l'Escola de les Teresianes de Tarragona. I va estudiar Infermeria per vocació. Finalitza els estudis d'ATS a l'Escola de l'Hospital de Santa Tecla de Tarragona al 1958. Va realitzar les pràctiques al servei d'urgències a l'Hospital Clínic de Barcelona.
El 1958 va viatjar a Costa Rica on va treballar a l'Hospital de San Juan de Dios de San José, i va exercir de professora a l'Escola d'Auxiliars d'Infermeria de l'Hospital de San Juan de Dios de San Jose, i al International Center for Medical Research and Training (Louisiana State Univeristy) i d'allà va marxar a la seu d'Hondures on va estar fins al 1967. El 1967 torna a Espanya on va treballar al Servei de Cures Intensives de l'Hospital de la Santa Creu i Sant Pau. I al 1968 comença a treballar com a Cap d'Infermeria dels Serveis de Consultes Externes, Urgències, Laboratori, Radiologia i Quiròfans de l'Hospital Mútua de Terrassa. El 1977 publica un manual de procediments infermers. El 1983 va començar a treballar com a Directora d'Infermeria de l'Hospital Clínic de Barcelona. I al 1985 va passar com a Directora d'Infermeria a l'Hospital de l'Esperit Sant de Coloma de Gramenet.
Va impartir l'assignatura d'Infermeria Fonamental i Gestió a l'Escola Universitària d'Infermeria de la Universitat de Barcelona, i també va fer classes de gestió a l'Escola Universitària d'Infermeria de Gimbernat, i a l'Escola Superior d'Administració i Direcció d'Empreses. Va destacar com a gestora on va aplicar el model de gestió “mètode en equip”, que va aprendre a Costa Rica i Hondures. Va fer canvis en la gestió del treball i va introduir el concepte de procés d'atenció d'infermeria, aplicant el model de necessitats de Virginia Henderson. L'objectiu central va ser millorar la qualitat de les cures i la seguretat del pacient, mitjançant una atenció individualitzada.